# Papilio xanthopleura
Papilio xanthopleura, popularmente chamada rabo-de-andorinha, é uma espécie de borboleta neotropical da família dos papilionídeos (Papilionidae), encontrada no Peru, Equador e Brasil.

## Descrição
De acordo com as descrições de Papilio xanthopleura, os lados do abdome são amarelos, sob a superfície da asa posterior, sem banda discal, as manchas vermelhas submarginais são grandes. A fêmea em duas formas: fêmea - f. xanthopleura é semelhante ao masculino, enquanto o feminino - f. diaphora tem grande área amarela pálida na parte superior da asa anterior.

## Conservação
Em 2007, Papilio xanthopleura (sob o nome Pterourus xanthopleura) foi classificada como vulnerável na Lista de espécies de flora e fauna ameaçadas de extinção do Estado do Pará; em 2018, também sob o nome Pterourus xanthopleura, como pouco preocupante no Livro Vermelho da Fauna Brasileira Ameaçada de Extinção do Instituto Chico Mendes de Conservação da Biodiversidade (ICMBio). Em 5 de dezembro de 2022, foi citada na Portaria ICMBio N.º 1.145, de responsabilidade do ICMBio e do Ministério do Meio Ambiente, como uma das espécies do Pará a serem contempladas nos programas de conservação do Plano de Ação Nacional para a Conservação dos Insetos Polinizadores (vigência 2023-2027).